# Aspalathus laricifolia
Aspalathus laricifolia är en ärtväxtart som beskrevs av Peter Jonas Bergius. Aspalathus laricifolia ingår i släktet Aspalathus och familjen ärtväxter.

## Underarter
Arten delas in i följande underarter:
- A. l. canescens
- A. l. laricifolia